# Liste des princes-évêques et évêques de Ratisbonne

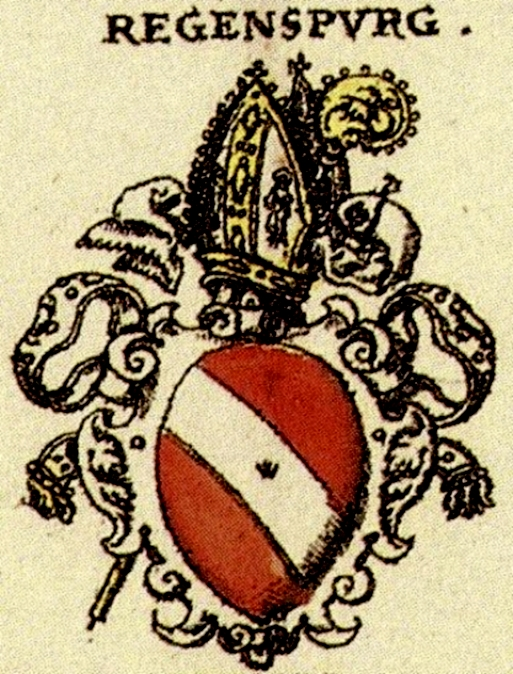
Blason de la principauté épiscopale de Ratisbonne.

Les évêques de Ratisbonne sont évêques du diocèse de Ratisbonne, en Bavière,. Le siège se trouve à la cathédrale de Ratisbonne.

## Histoire
Le diocèse est érigé en 739. Les évêques sont alors princes du Saint-Empire romain germanique, gouvernant un territoire connu comme la principauté épiscopale de Ratisbonne. Ils ne comptaient pas parmi les princes-évêques les plus puissants, à cause de l'existence d'autres autorités ayant le privilège d'être « reichsfrei » à Ratisbonne, en effet la ville elle-même était ville d'Empire, et trois abbayes : l'abbaye Saint-Emmeran de Ratisbonne, celle de Niedermünster et celle d'Obermünster (de), ont le privilège d'abbayes d'Empire, ce qui empêchait de consolider un territoire qui soit suffisamment homogène.
Avec la dissolution de l'archidiocèse de Mayence sur ce territoire occupé par la France napoléonienne en 1802, le diocèse de Ratisbonne est élevé au rang d'archidiocèse sur le territoire de la nouvelle principauté de Ratisbonne gouvernée par le prince-évêque Charles-Théodore de Dalberg. La fin du Saint-Empire romain germanique en 1806 et ses conséquences, font cesser les réclamations territoriales des évêques. À la mort de Dalberg en 1817, l'archidiocèse est rétrogradé au rang de diocèse suffragant de l'archidiocèse de Munich et Freising.

## Avant 739
Il y avait des évêques itinérants avant la fondation du diocèse:
- Saint Emmeran (jusqu'en 652 ?)
- Saint Rupert (vers 697) (incertain)
- Saint Erhard (vers 700)

## Après la fondation du diocèse
Évêques depuis la fondation du diocèse de Ratisbonne en 739:
- Gaubald (739-761)
- Sigeric (762–768)
- Simpert ou Sindbert (768–791)
- Adalwin (791–816)
- Baturich (817–847)
- Erchanfried (847–864)
- Ambricho (864–891)
- Aspert (891–893)
- Tuto (893–930)
- Isangrim (930–941)
- Gunther (941)
- Michael (941–972)
- Saint Wolfgang (972–994)
- Gebhard Ier de Souabe (995–1023)
- Gebhard II de Hohenwart (1023–1036)
- Gebhard III de Hohenlohe (1036–1060)
- Othon de Riedenburg (1061-1089)
- Gebhard IV de Gosham (1089–1105)
- Hartwig Ier de Spanheim (1105–1126)
- Conrad Ier de Ratisbonne (1126–1132)

## Princes-évêques de Ratisbonne
- Henri Ier de Wolfratshausen (1132–1155)
- Hartwig II d'Ortenburg (1155–1164)
- Eberhard le Souabe (1165–1167)
- Conrad II de Raitenbuch (1167–1185)
- Gottfried von Spitzenberg (1185-1186)
- Conrad III de Laichling (1186–1204)
- Conrad IV de Frontenhausen (1204–1227)
- Siegfried de Ratisbonne (1227–1246)
- Albert Ier de Pietengau (1247–1260)
- Saint Albert le Grand (Albert II) (1260–1262)
- Leo Thundorfer (1262–1277)
- Henri II de Rotteneck (1277–1296)
- Conrad V de Luppurg (1296–1313)
- Nicolas de Ybbs (1313–1340)
- Frédéric de Zollern-Nürnberg[3] (1340–1365) (mort en 1368)
- Henri III de Stein (1365–1368)
- Conrad VI de Haimberg (1368–1381)
- Théodéric d'Abensberg (1381–1383)
- Jean de Moosburg (1384–1409)
- Albert III de Stauffenberg (1409–1421)
- Jean II de Streitberg (1421–1428)
- Conrad VII de Soest (1428–1437)
- Frédéric II de Parsberg (1437–1450)
- Frédéric III de Plankenfels (1450–1457)
- Ruprecht von Pfalz-Mosbach (1457–1465)
- Henri IV d'Absberg (1465–1492)
- Johannes Müller von Königsberg (1476)[4]
- Ruprecht II von Pfalz-Simmern (1492–1507)
- Jean III du Palatinat (1507–1538), administrateur
- Pancrace de Sinzenhofen (1538–1548)
- Georges de Pappenheim (1548–1563)
- Vitus de Fraunberg (1563–1567)
- David Kölderer von Burgstall (1567–1579)
- Philippe de Bavière (1579–1598)
- Sigismond Fugger de Kirchberg (1598–1600)
- Wolfgang II de Hausen (1600–1613)
- Albert IV de Toerring-Stein (1613–1649)
- François-Guillaume de Wartenberg (1649–1661)
- Jean-Georges de Herberstein (1662–1663)
- Adam-Laurent de Toerring-Stein (1663–1666)
- Guidobald de Thun (1666–1668), cardinal en 1667
- Albert-Sigismond de Bavière (1668–1685)
- Joseph-Clément de Bavière (1685–1716)
- Clément-Auguste de Bavière (1716–1719)
- Jean-Théodore de Bavière (1719–1763)
- Prince Clément-Wenceslas de Saxe (1763–1769)
- Antoine-Ignace de Fugger-Glött (1769–1787)
- Maximilien-Procope de Toerring-Jettenbach (1787–1789)
- Joseph-Conrad de Schroffenberg (1790–1803)

## Archevêque de Ratisbonne
- Charles-Théodore de Dalberg (1802–1817), archevêque de Ratisbonne
- sede vacante 1817–1821

## Évêques de Ratisbonne
- Jean-Népomucène de Wolf (1821–1829)
- Johann Michael Sailer (1829–1832)
- Georg Michael Wittmann (meurt en 1833 avant l'arrivée de la nomination papale)
- Franz Xaver Schwäbl (1833–1841)
- Valentin Riedel (1842–1857)
- Ignatius von Senestrey (1858–1906)
- Anton von Henle (1906–1927)
- Michael Buchberger (1927–1961)
- Rudolf Graber (1962–1982)
- Manfred Müller (1982–2002)
- Gerhard Ludwig Müller (2002-2012), cardinal en 2014
- Rudolf Voderholzer (depuis 2013)

## Évêques auxiliaires
- Ulrich Aumayer (Aumair), O.F.M. (1456–1468)[5]
- Johann Ludwig von Windsheim, O.S.A.  (1468–1480)[6]
- Johann Schlecht, O.S.A. (1481–1500)
- Peter Krafft  (1501–1530)
- Johann Kluspeck, C.R.S.A.  (1531–1545)
- Johann Zolner (1546–1549)
- Georg Waldeisen (1552–1560)
- Georg Riedl (1561–1566)
- Johann Deublinger (1570–1576)
- Johann Baptist Pichlmair (1579–1604)
- Stephan Nebelmair (1606–1618)
- Otto Heinrich Pachmair (Bachmaier) (1622–1634)
- Sebastian Denick (1650–1671)
- Franz Weinhart (1663–1686)
- Albert Ernst von Wartenberg (1687–1715)
- Gottfried Langwerth von Simmern (1717–1741)
- Franz Joachim Schmid von Altenstadt (1741–1753)
- Johann Georg von Stinglheim  (1754–1759)
- Johann Anton von Wolframsdorf (1760–1766)
- Adam Ernst Joseph Bernclau von Schönreith (1766–1779)
- Valentin Anton von Schneid (1779–1802)
- Johann Nepomuk von Wolf (1802–1818), nommé évêque de Ratisbonne
- Karl Josef Jerome von Kolborn (1806–1816)
- Georg Michael Wittmann (1829–)
- Bonifaz Kaspar von Urban (1834–1842)
- Sigismund Felix von Ow-Felldorf (1902–1906)
- Johann Baptist Hierl (1911–1936)
- Johannes Baptist Höcht (1936–1950)
- Josef Hiltl (1951–1979)
- Karl Borromäus Flügel (1968–1984)
- Vinzenz Guggenberger (1972–2004)
- Wilhelm Schraml (1986–2001)
- Reinhard Pappenberger (2007)
- Josef Graf (2015)